# Lennart Kärrström
Karl Lennart Bertil "Nappe" Kärrström, född 19 juli 1935, död 24 juli 2018 i Enskede gård, var en svensk handbollsspelare. Han spelade som niometersspelare och beskrevs ofta som en bollkonstnär med skicklig teknik. Han spelade 54 landskamper och gjorde 123 mål för Sveriges landslag mellan åren 1953 och 1967. Han var med och vann VM-silver 1964 i Tjeckoslovakien.
Kärrström är begravd på Skogskyrkogården i Stockholm.

## Klubbar
- Lundens BK (1950–1958)
- IF Guif (1959–1962)
- UoIF Matteuspojkarna (1963–1968)
- Skuru IK (1969–1971)